# Phil Spencer

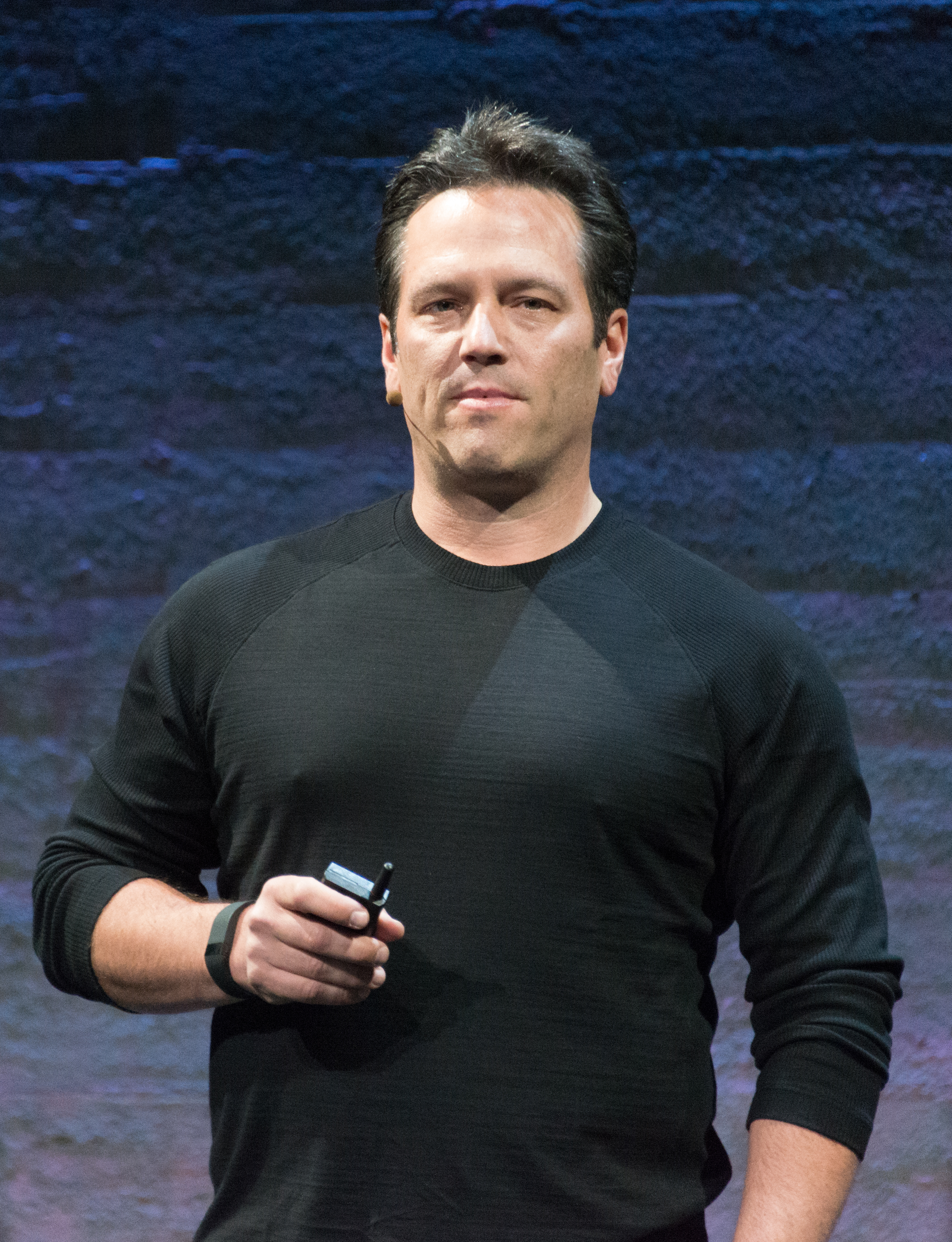
Phil Spencer

Phil Spencer ist ein US-amerikanischer Manager und derzeit Leiter von Microsofts Sparte für Unterhaltungsprodukte, darunter die Konsolenabteilung Xbox und die Spielesoftwaresparte Xbox Game Studios.

## Persönliches
Spencer besitzt einen Bachelor-Abschluss der University of Washington. Er lebt mit seiner Frau und zwei Töchtern in Bellevue, Washington.

## Karriere
Spencer kam 1988 im Alter von 20 Jahren als Programmierer-Praktikant in Microsofts CD-ROM-Arbeitsgruppe und übte in den folgenden Jahren verschiedene technische und Führungsfunktionen aus. Unter anderem leitete er die Entwicklung von Microsofts ersten CD-ROM-Produkten (darunter Encarta), war Development Manager für Microsoft Money und General Manager für Microsofts Online- und Offline-Anwendungsprodukte für Konsumenten, darunter Microsoft Works und Microsoft Picture It!.
Bis 2008 arbeitete Spencer als General Manager der Microsoft Game Studios EMEA, zu denen unter anderem die europäischen Entwicklerstudios Lionhead Studios und Rare zählten, anschließend wurde er General Manager aller Microsoft Studios, im Jahr darauf schließlich Corporate Vice-President. Für Microsoft nahm er ab 2010 an der Branchenmesse E3 teil.
Spencers Beförderung zum Leiter der Xbox-Sparte fiel in eine Umbruchphase des Microsoft-Konzerns. 2013 brachte das Unternehmen die mit zahlreichen Multimedia-Funktionen ausgestattete Spielkonsole Xbox One auf den Markt, deren Markteinführung wegen diverser Kommunikationspannen für den Konzern unglücklich verlief. Wenige Monate vor Verkaufsstart verließ Microsofts Entertainment-Chef Don Mattrick, dem eine Mitverantwortung für missglückte Kommunikation bezüglich der Xbox One angelastet wurde, überraschend das Unternehmen, um neuer CEO von Zynga zu werden. Mitte März verließ nach 14 Jahren auch Xbox-Produktchef Marc Whitten das Unternehmen. Im Gesamtkonzern hatte Steve Ballmer seine Position als Konzernchef aufgegeben. Der neue Konzernchef Satya Nadella kündigte Ende März 2014 in einer E-Mail an die Belegschaft an, dass Spencer künftig die Teams von Xbox, Xbox Live, Xbox Music und Xbox Video sowie die Microsoft Studios leiten werde.
Kurz nach seiner Ernennung räumte Spencer in einem Interview mit Microsofts Community-Beauftragten Larry Hryb Fehlentscheidungen im Zusammenhang mit der Ausrichtung der Xbox One ein und versprach, sich künftig wieder stärker auf die Kernfunktion der Computerspiele zurückzubesinnen, statt weiter dem ursprünglichen Ansatz einer breiten Unterhaltungsplattform zu folgen. In Spencers Führungszeit fiel unter anderem die Aufhebung der Zwangsbündelung der Xbox One mit der Kinect-Bewegungssteuerung, wodurch der Preis des Geräts an die deutlich günstigere Konkurrenzkonsole PlayStation 4 angeglichen werden konnte. Lobende Worte bekam Spencer unter anderem von Mitbewerber Sony in Person von Shuhei Yoshida, der ihn im Vergleich zu namentlich nicht genannten Vorgängern als clevere und vernünftige Person bezeichnete, die positiv zum Neustart und zur schnellen Stabilisierung der Xbox-Sparte beigetragen habe.